# Parti de l'intérêt hongrois
Le Parti de l'intérêt hongrois (en hongrois : A Magyar Érdek Pártja ; abrégé en AMÉP) est un parti politique hongrois d'extrême droite et nationaliste radical ayant existé de 1993 à 2005.

## Historique
L'AMÉP a été créé dans la ville de Pilisszentlászló par la parlementaire Izabella B. Király, après avoir été exclue du Forum démocrate hongrois (MDF) le 22 juin 1993 en cause ses propos ultranationalistes et révisionnistes au cours de plusieurs sessions parlementaires. L'idéologie du parti a été analysée par les politologues et la presse hongroise[Qui ?] comme antioccidentale et antisémite. Király a reçu le soutien de nombreux groupuscules néo-nazis tout en soutenant publiquement l'irrédentisme hongrois au cours de ses prises de paroles au Parlement. L'AMÉP publie son programme le 22 juin 1996 à Visegrád (les « 108 points de Mogyoróhegy »), dans lequel le parti réclame des élections présidentielles au suffrage direct et la suppression de l'immunité parlementaire. L'AMÉP rejette le pluralisme politique, s'exprimant en faveur de la multiplication des candidatures indépendantes au sein des circonscriptions du pays. Le 23 octobre 1996, L'AMÉP tente de changer de nom au profit d'« Assemblée nationale des Hongrois », mais la cour du comitat de Pest refuse le changement en raison du caractère trompeur induit par ce nom au regard du programme politique de Visegrád.
Le parti boycotte les élections parlementaires de 1994, le seul candidat présenté à Nagykőrös ayant été battu. Le parti ne prend également pas part aux élections parlementaires de 1998. Pour les élections de 2002, l'AMÉP nomme Király comme candidat indépendant. Il obtient 3,69 % des voix dans la circonscription de Nagykőrös, mais ne remporte aucun siège. Après les élections nationales de 2002, l'AMÉP cesse toute activité politique. Izabella Király se retire de la vie politique en 2003. Le 9 janvier 2005, le parti est dissout.

## Positions

### Politique internationale
À la suite de l'invasion de l'Irak en 2003, un document révélé en 2004 indique que le parti d'Izabella Királyavait a reçu des financements de la part du président irakien Saddam Hussein ainsi que du Parti Baas pour son rôle de médiateur dans la vente de 4 700 000 barils (soit 750 000 m3 de pétrole). Király a admis s'être rendue à plusieurs reprises en Irak au cours des années 1990. En novembre 2002, elle critique violemment la politique américaine au Moyen-Orient et l'intervention armée en Irak. D'après les enquêtes de la presse hongroise, l'AMÉP ainsi que les autres partisans au régime de Saddam Hussein devaient publiquement s'opposer à la politique étrangère américaine ainsi qu'à l'intervention militaire en Irak, tout en demandant la levée des sanctions économiques sur l'exportation de pétrole, contre le financement de leur organisation par le gouvernement Baas.

## Sources
- (en) Cet article est partiellement ou en totalité issu de l’article de Wikipédia en anglais intitulé « Party of the Hungarian Interest » (voir la liste des auteurs).
- (hu) Magyarországi politikai pártok lexikona (1846–2010) [Encyclopedia of the Political Parties in Hungary (1846–2010)], Gondolat Kiadó, 2011, 334 p. (ISBN 978-963-693-276-3), « A Magyar Érdek Pártja (AMÉP) »

1. 1 2 3  Vida 2011, p. 334.
2. ↑  Nohlen, D & Stöver, P (2010) Elections in Europe: A data handbook, p. 899.  (ISBN 978-3-8329-5609-7)
3. ↑  « Szaddám Király B. Izabellát is olajpénzzel fizette », Index.hu, 29 janvier 2004.